# جبنة تشيرني فيت
تشيرني فيت (بالبلغارية: „Черни Вит“)‏، جبنةبلغارية، تصنّع حصرياً في قرية تشيرني فيت وما حولها والواقعة في بلدية تيتيفان في مقاطعة لووتش. تصنع جبنة تشيرني فيت من حليب الغنم، يعود السبب في لون قشدتها الأخضر وطعمها المميز إلى طريقة التشكيل. يحدث هذا بشكل طبيعي بفعل ظروف المنطقة الخاصة وتكنولوجيا الإنتاج. يعود إنتاج جبنة تشيرني فيت إلى قرون خلبت، وقد توقف تصنيعها في عقد 2000، إلا أنه أعيد إنتاجها مجدداً من قبل شركة سلو فوود.

## الوصف
تصنع جبنة تشيرني فيت من حليب الغنم باستخدام التقنية الأساسية.الظروف الطبيعية والمناخية الخاصة في جبال البلقان المحيطة بقرية تشيرني فيت مهمة جداً لإنتاج الجبنة. وهي جبنة طرية جداً، ذات طعم حار غليظ ورائحة غنية مميزة، يكون لونه أبيض فضي من الداخل ومغطى بطبقة قشرية من العفن الأخضر المتشكّل طبيعياً. أساسياً، جبنة تشيرني فيت بيضاء اللون لكن اللون معدّل بفعل العفن.
تجهز جبنة تشيرني فيت الخضراء في براميل خشبية، بحيث تسمح لجزءٍ من الأجاج للتبخّر من خلال الخشب ما يساهم في تشكّل القشرة العفنة. ومن العوامل الأخرى التي تساهم في طعم الجبن رطوبة الهواء، وانخفاض درجات الحرارة في فصل الشتاء والفرق الشاسع بين درجات الحرارة في الليل عنها في النهار. تحتوي الجبنة على نسبة بروتين تختلف من منطقة إلى أخرى من مناطق بلغاريا. يستخدم حليب خراف كاراكاتشان وخراف تيتيفان لإعداد هذه الجبنة.
تبدأ عملية إنتاج جبنة تشيرني فيت في الصيف بعد عيد القديس جورج، حيث يأخذ الرعاة الأغنام إلى مراعي الجبال العالية . بعد إعادة الأغنام إلى القرى في أيلول (سبتمبر) أو تشرين الأول (أكتوبر)، يتم تخزين الجبن الموضوع في براميل خشبية في أقبية القرية الرطبة، عند درجة حرارة 10-12 درجة مئوية. يتطور العفن على سطح الجبن بعد فتح البراميل فقط.